# Emil von Škoda

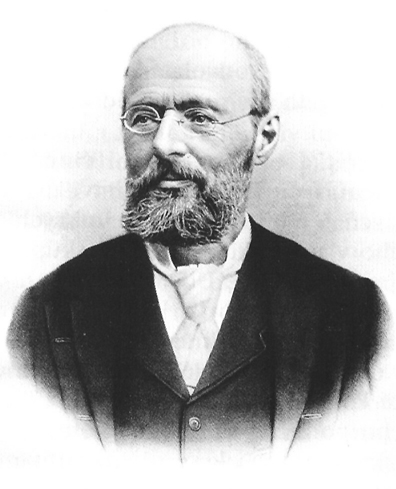
Emil Ritter von Škoda

Emil Ritter von Škoda (Pilsen, Bohemen, Oostenrijk, 19 november 1839 – nabij Selzthal, Oostenrijk-Hongarije, 8 augustus 1900) was een Tsjechisch ingenieur en industrieel. Autoconstructeur Škoda is naar hem vernoemd.

## Biografie
Emil von Škoda was de zoon van de Landes-Sanitätsreferent voor Bohemen in Praag, Franz Ritter von Škoda, en zijn tweede vrouw Johanna-Margarethe (née Rziha), en was de kleinzoon van Josef Škoda, een spijkermaker uit Pilsen. Zijn oom Josef was hoogleraar geneeskunde aan de Universiteit van Wenen. Op 22 augustus 1871 trouwde Emil von Škoda met Hermine Hahnenkamp, de kleindochter van de belangrijkste oprichter van de Pilsen-brouwerij. Uit het huwelijk kwamen vier kinderen voort, onder wie Karl von Škoda (1878–1929), algemeen directeur van de Škodawerke in Pilsen, en de schrijver Herma von Škoda (1879–1966), die getrouwd was met Richard Lauer (1891–1944), hoofdingenieur bij de Škodawerke.
Škoda volgde zijn opleiding tot industrieel ingenieur aan het Polytechnikum van Praag, aan de Polytechnikum van Karlsruhe en aan die van Stuttgart en Maagdenburg. Later volgden ook nog stages in het buitenland, onder andere in Duitsland, Frankrijk, Groot-Brittannië en de Verenigde Staten.
Vanaf 1866 werd hij hoofdingenieur van het machinebedrijfje van graaf Ernest von Waldstein-Wartenberg in Pilsen. In 1869 werd hij zelf eigenaar van de fabriek. In die tijd telde het bedrijfje 33 werknemers, maar Škoda wist de firma in de jaren die volgden zodanig uit te bouwen dat ze uitgroeide tot een bloeiend bedrijf van zo'n 4.000 werknemers.
De wapenproductie begon in 1866, gevolgd door de oprichting van een wapenfabriek. Een speciale afdeling van de Škodawerke produceerde wapens en munitie voor oorlogsschepen, vooral voor de Oostenrijks-Hongaarse marine aan de Adriatische Zee. In zijn testament schonk Emil von Škoda 80.000 kronen aan zijn arbeiders die oud waren geworden en niet in staat waren om in deze fabriek te werken. Hij schonk 10.000 kronen aan de stad Pilsen en schonk belangrijke legaten voor zijn werknemers. In 1869 nam hij deel aan de oprichting van een Aktienbrauerei (deelbrouwerij) in Pilsen.
Tijdens de economische crisis in de jaren 1870 breidde Emil von Škoda zijn buitenlandse activiteiten uit en leverde apparaten in Hongarije, de Balkan en het Keizerrijk Rusland. Er werd een filiaal geopend in Kiev. In 1899 werd hij voorzitter en algemeen secretaris van een nieuw opgerichte Aktiengesellschaft van zijn bedrijvengroep. Hij bekleedde deze functie tot aan zijn dood op 8 augustus 1900 in de buurt van Selzthal in Opper-Stiermarken, kort na 2 uur 's nachts in een trein, op weg naar huis vanuit het kuuroord Bad Gastein. Zijn zoon Karl von Škoda volgde hem in de bedrijvengroep op als algemeen directeur.

## Waardering
Škoda had niet alleen een enorm technisch inzicht, maar hij was ook een schrander zakenman. Hij voelde instinctief aan welke nieuwe ontwikkelingen nodig waren om de productie op peil te houden. Zijn bedrijf aanvaardde opdrachten die in die tijd technisch onhaalbaar leken en slaagde er telkens in om de gepaste oplossingen te vinden. Vandaar dat het leger een goede klant was bij de Škoda Holding.
Emil von Škoda lag met zijn bedrijf aan de basis van de uitbouw van de mechanische industrie in Bohemen, iets wat hem vele onderscheidingen opleverde. Zo werd hij onder andere door keizer Franz Josef I benoemd tot lid van het Oostenrijkse Hogerhuis, lid van het Boheemse parlement en lid van een hele reeks industriële verenigingen en organisaties.
Er is ook een wedstrijd naar hem genoemd, georganiseerd door de Škoda Holding. De prijs kan oplopen tot 80.000 Tsjechische kroon als beloning voor de technische beste scriptie- of doctoraatsverhandeling.
De in 1895 opgerichte Boheemse fietsen- en autobouwer Laurin & Klement fuseerde in 1925 met de Škoda Holding en draagt tot op de dag van vandaag de naam Škoda.